# Schenkenbergertal

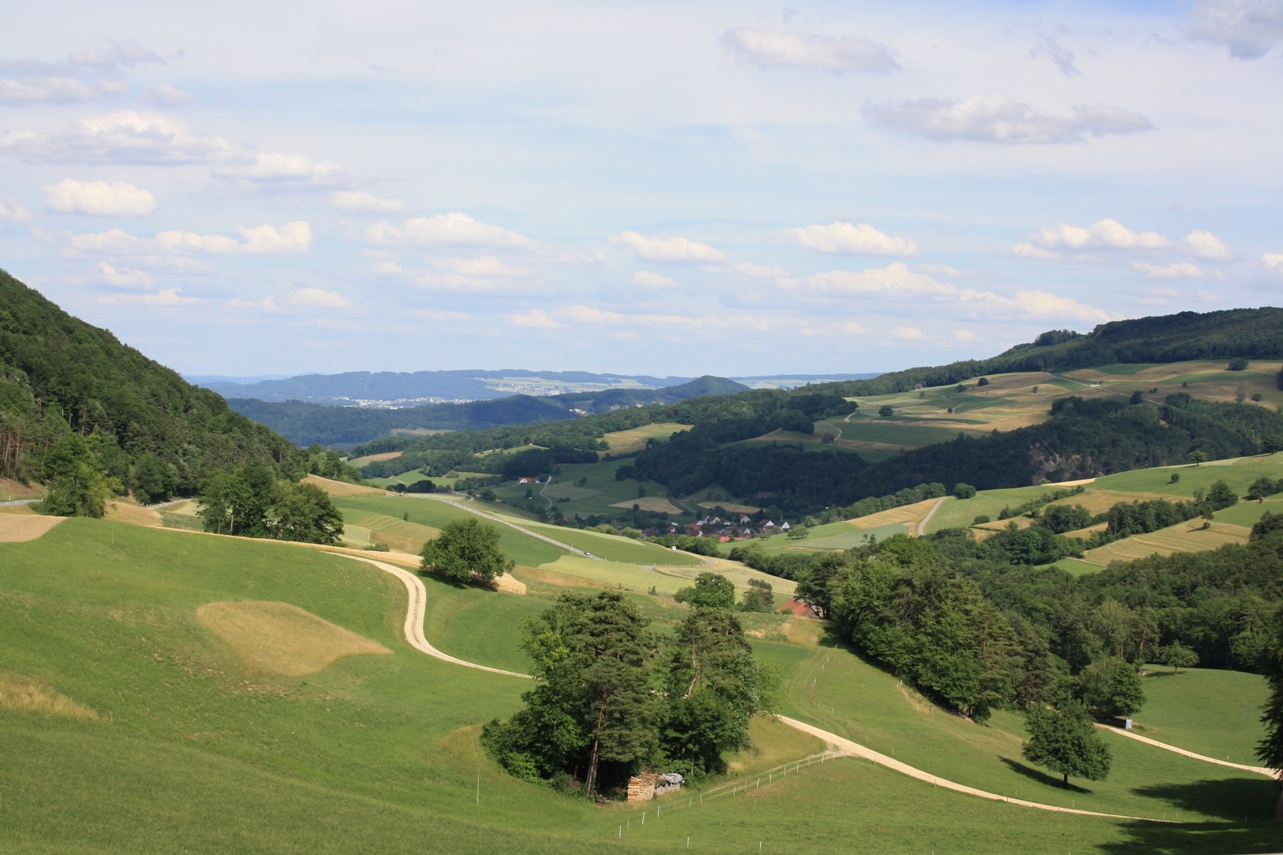
Schenkenbergertal

Das Schenkenbergertal liegt im Schweizer Kanton Aargau am Jurasüdfuss und gehört zum Bezirk Brugg.
Im Schenkenbergertal bzw. an dessen Ausgang zum Aaretal hin liegen die Gemeinden Veltheim AG sowie Schinznach. Zuhinterst im Tal befindet sich Thalheim.

## Geografie
Das Tal ist acht Kilometer lang und reicht vom Wülpelsberg mit der Habsburg im Aaretal bis hinauf zum Staffelegg-Pass. Begrenzt wird das Tal durch zwei Höhenzüge des Kettenjuras. Das Tal wird von zwei Seiten von der Aare abgegrenzt. Die Aare wird in den Kraftwerken in Rupperswil-Auenstein und Villnachern zur Stromerzeugung genutzt, wobei sich im Bereich Schinznach ein Stausee befindet.
Im Jahre 1996 war der Erlös des Schoggitalerverkaufs des Schweizer Heimatschutzes (SHS) für das Schenkenbergertal bestimmt. Durch das Tal führt der Talbach.

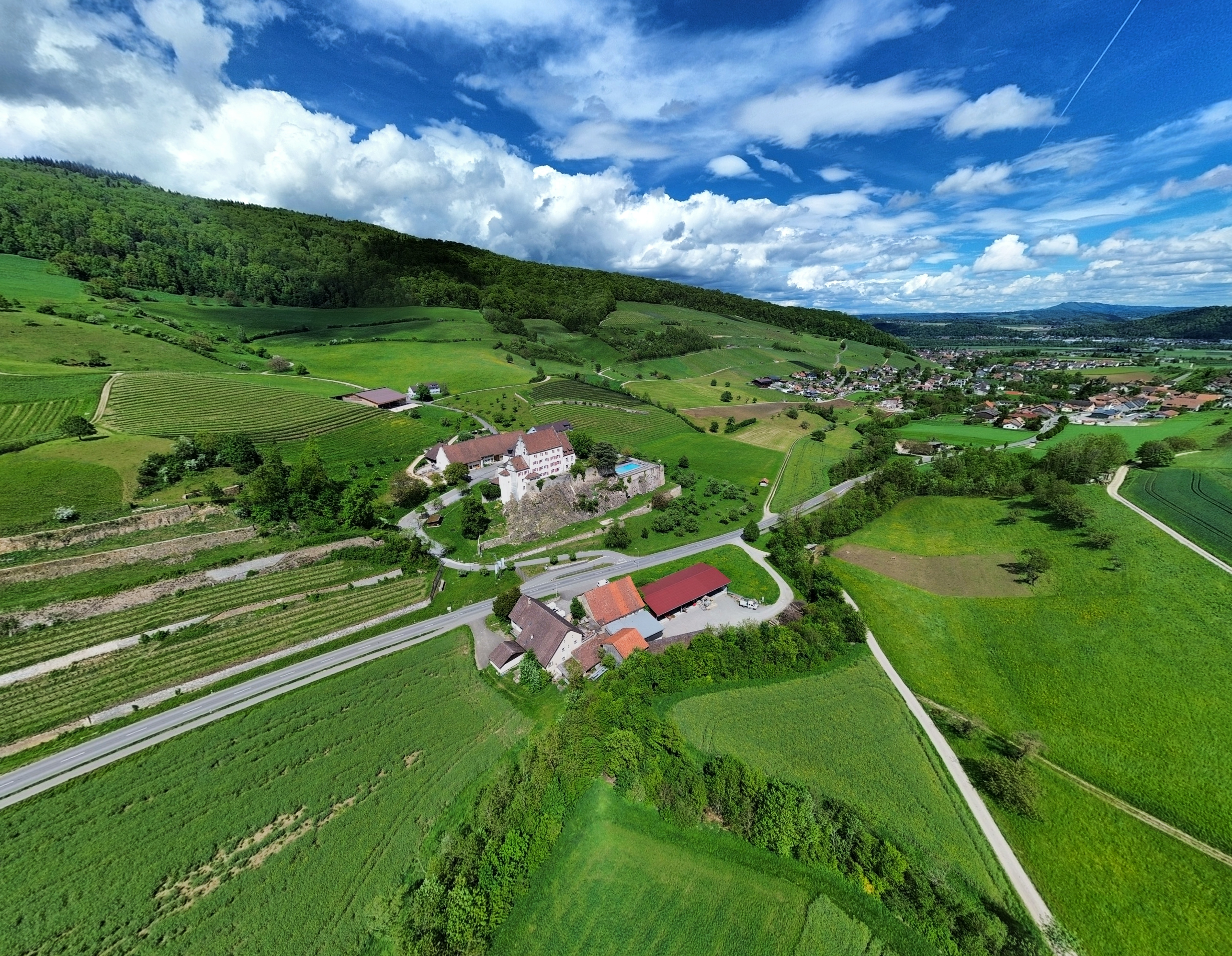
Drohnenaufnahme Schloss Kasteln

## Bekanntheit
Bekannt ist das Schenkenbergertal für seine zahlreichen Weine und seine ausgedehnten Rebberge. Grosser Beliebtheit erfreut sich auch das Thermal- und Kurzentrum Bad Schinznach, welches in der ganzen Schweiz bekannt ist. Das Schenkenbergertal ist früher mit dem Übernamen Chabisgraben in der Umgebung bekannt gewesen.

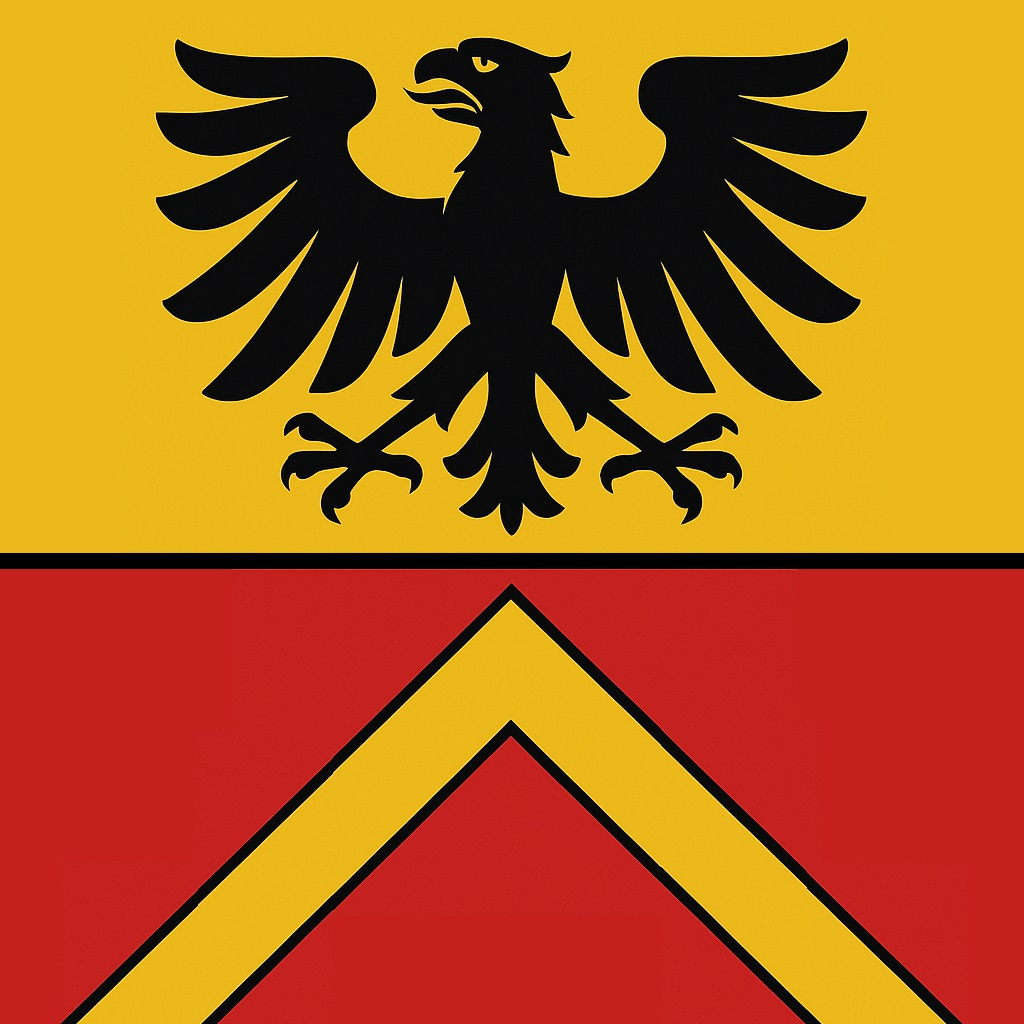
Rekonstruktion Wappen Amt Schenkenberg (Grimm'sche Regimentstafel 1726–1735)

## Gemeindebestand
Im Schenkenbergertal haben sich in den letzten Jahren mehrere Veränderungen im Gemeindebestand vollzogen. So fusionierten die Ortschaften Oberflachs und Schinznach-Dorf im Jahr 2014 zur neuen Gemeinde Schinznach. Im Jahr 2020 wurde Schinznach-Bad mit der Stadt Brugg fusioniert. Darüber hinaus wird voraussichtlich auch Villnachern im Jahr 2026 in die Stadt Brugg eingemeindet. Diese administrativen Veränderungen spiegeln den demografischen und wirtschaftlichen Wandel in der Region wider, der mit der zunehmenden urbanen Entwicklung und der engeren Verbindung zu Brugg einhergeht.

## Sehenswürdigkeiten
Im Tal befinden sich überdurchschnittlich viele Schlösser und Burgen:
- Ruine Schenkenberg
- Ruine Ruchenstein
- Schloss Kasteln
- Schloss Wildenstein
- Schloss Auenstein

Sehenswert sind auch die Thalheimer Kirche, die Kirche von Schinznach-Dorf und die Veltheimer Kirche. Die Region ist Rebbaugebiet und lädt zum Wandern sowie zur Degustation der Weine ein, die am nördlichen Hang des Tales wachsen. Im Herbst wird frischer, weisser Sauser angeboten.

## Verkehr
Durch das Tal führt die Bözbergbahnlinie. Die Bahnhöfe in Schinznach Dorf und Villnachern wurden stillgelegt. Die Aaretalstrecke bedient den Bahnhof Schinznach-Bad mit der S29. Die Autobahn A3, Zürich-Basel, führt über das Aaretalviadukt und den Schinznacherfeldtunnel in den Bözbergtunnel. Die A3 verfügt in Schinznach über einen Halbanschluss, welcher jedoch nicht für die Öffentlichkeit geöffnet ist.
Durch das Tal verkehren zwei Postautolinien, welche von Thalheim nach Brugg und von Schinznach nach Wildegg fahren, sowie eine Nachtbuslinie von Brugg nach Thalheim.

## Gemeinden
- Auenstein
- Schinznach
- Thalheim
- Veltheim
- Villnachern

Die Gemeinde Auenstein zählt eigentlich nicht zum Schenkenbergertal, da diese geografisch auf der anderen Seite der Gislifluh liegt. Im Dezember 2020 hatte das Schenkenbergertal rund 9300 Einwohner, was etwa der Grösse von Rothrist entspricht und laut Schweizer Statistik schon fast als Stadt zählt. Die Fläche des Schenkenbergertales beträgt 32 km², was fast der Grösse des Kantons Basel-Stadt entspricht.